# Gero Bisanz
Gero Bisanz (Konojady, 3 novembre 1935 – Overath, 17 ottobre 2014) è stato un allenatore di calcio e calciatore tedesco, di ruolo centrocampista.

## Carriera

### Calciatore
Nato a Konojady, in Polonia, nel 1935, giocò dai 21 ai 34 anni con due squadre di Colonia, il Colonia per 4 anni, dal 1956 al 1960, con sole 6 presenze, e il Viktoria Colonia per 9 anni, dal 1960 al 1969, con 216 gare giocate e 13 gol.

### Allenatore
Iniziò la carriera da allenatore nel 1971, guidando per 2 anni il Bayer Leverkusen in seconda serie. In seguito diresse il TuS Lindlar nel 1974 e 1975 e la squadra riserve del Colonia per 4 anni, dal 1976 al 1980.
Entrato in federazione (DFB) nel 1981, fu CT della nazionale B della Germania Ovest negli anni 1981 e 1982.
Nel 1982 passò alla guida della nazionale tedesca occidentale femminile, con la quale vinse l'Europeo casalingo del 1989, il primo di sempre per le tedesche, sconfiggendo la Norvegia in finale per 4-1. Trionfò a livello continentale anche nell'edizione successiva in Danimarca, grazie al 3-1 dopo i tempi supplementari sempre sulle norvegesi e nel 1995, 3-2 a Kaiserslautern sulla Svezia. Soltanto a Italia 1993 non vinse, battuto 4-3 ai rigori in semifinale proprio dall'Italia dopo l'1-1 dei 120 minuti e poi 3-1 dalla Danimarca nella finale per il 3º posto.
Ai Mondiali ottenne un 4º posto nell'edizione inaugurale, Cina 1991, battuto 5-2 in semifinale dagli Stati Uniti e 4-0 nella finalina dalla Svezia, mentre a Svezia 1995 arrivò in finale, venendo sconfitto 2-0 dalla Norvegia. Non riuscì a passare il girone invece ai Giochi olimpici di Atlanta 1996, i primi con il torneo femminile di calcio, terminando dietro a Norvegia e Brasile. Nello stesso anno lasciò la panchina alla sua assistente Tina Theune.
Morì nel 2014, a 78 anni, d'infarto.

## Palmarès

### Allenatore

#### Nazionale
- Campionato europeo femminile di calcio: 3

Germania Ovest: Germania Ovest 1989
Germania: Danimarca 1991
Germania: Europeo 1995